# Agnes Booth
Agnes Booth née Marian Agnes Land Rookes (4 octobre 1843 - 2 janvier 1910) est une actrice américaine d'origine australienne. Elle fait partie de la famille d'acteurs Junius Brutus Booth (en), d'Edwin Booth et, sans doute le plus célèbre, John Wilkes Booth, l'assassin du président Abraham Lincoln.

## Biographie
Bien qu'il n'existe aucune trace de la naissance d'Agnes Booth ou du lieu de résidence de sa famille en Australie, elle est née à Sydney, en Nouvelle-Galles du Sud, selon ses propres dires. Elle a émigré en Californie avec sa famille en 1858, à l'âge de 14 ans environ.
Elle fait ses débuts aux États-Unis au début de l'année 1858 sous le nom d'Agnes Land, se produisant avec sa sœur Belle à l'Opéra de Maguire, à San Francisco, attirant l'attention et obtenant la reconnaissance et la direction d'une saison du théâtre Metropolitan à Détroit. En 1861, elle épouse l'acteur Harry A. Perry à San Francisco, mais devient veuve en 1862,,. Son apprentissage de six ans auprès de Thomas Maguire lui permet de passer du statut d'actrice de figuration à celui de vedette.
En 1865, elle s'installe à New York où elle se produit au Winter Garden Theatre (en). En tant qu'Agnes Perry, elle rejoint en 1866 la Boston Theatre Company (en), dont elle sera membre pendant plusieurs années. En 1867, elle se marie à Junius Brutus Booth, Jr. et se produit par la suite sous le nom d'Agnes Booth.
À l'apogée de sa popularité, les critiques de ses performances sont effusives. En 1874, le News la décrit comme « l'actrice émotionnelle la plus achevée et la plus efficace actuellement sur la scène métropolitaine ». En 1889, le Belford's Magazine parle d'un autre « grand triomphe » d'Agnes Booth dans Captain Swift. « Pour l'attention minutieuse portée aux détails, la finesse de l'intonation et la puissance de l'expression, Agnes Booth est au premier rang des premières dames. Nous l'avons vue dans de nombreux drames de société, et dans chacun d'eux elle a montré une appréciation charmante de toutes les exigences... L'expression mêlée de honte, de souffrance et d'amour maternel sur le visage d'Agnes Booth au cours d'une scène n'est pas prête d'être oubliée... ».

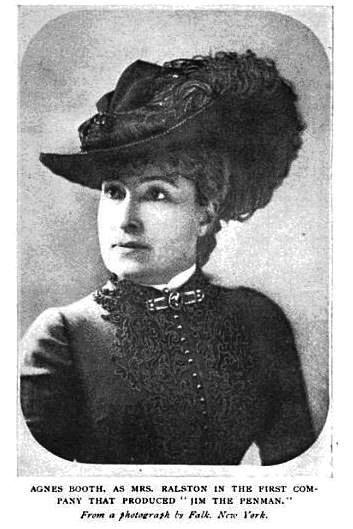
Agnes Booth en 1907.

En 1874, elle et Junius font un voyage dans le Far west en jouant au California Theater de San Francisco et au Piper's Opera House de Virginia City. Son répertoire comprend Roméo et Juliette, Le Bossu et La Dame de Lyon.
En 1878, elle joue le rôle de Madeleine Renaud dans la production de l'Union Square Theatre de A Celebrated Case, le programme notant qu'elle a « aimablement accepté ce rôle afin de renforcer la distribution ». De 1881 à 1891, elle fait partie du Madison Square Theatre (en). Après 1891, elle se rend en Europe, puis revient aux États-Unis où elle réside dans la communauté d'artistes de New Rochelle (New York), et reprend son travail à Broadway, dans la ville voisine de New York. Agnes Booth devient célèbre pour son rôle dans le mélodrame The Sporting Duchess de Cecil Raleigh (en) aux côtés de sa compagne actrice et voisine Cora Tanner (en),.
Junius Booth meurt en 1883, et en 1885 elle épouse John B. Schoeffel, directeur du Tremont Theatre de Boston. Sa dernière représentation importante est dans L'Arlésienne en 1897.
Elle meurt à son domicile de Brookline (Massachusetts), le 2 janvier 1910. 